# 발레리나 (2016년 영화)
《발레리나》(Ballerina)는 2016년 개봉한 캐나다와 프랑스의 합작 애니메이션 영화이다.

## 영어판 성우진
- 엘 패닝 : 펠리시 역
- 데인 드한 : 빅터 역
- 매디 지글러 : 까미유 역
- 칼리 레이 젭슨 : 오데뜨 역
- 엘라나 던클만 : 도라 역
- 쇼샤나 스펄링 : 노라 역

## 한국판 성우진
- 사문영: 펠리시
- 이상운: 빅터
- 이지현: 까미유
- 최덕희: 오데뜨
- 김옥경: 까미유의 엄마
- 윤세웅: 메랑뜨
- 홍진욱: 루토
- 남도형: 루디
- 황창영: 매티